# Zebramuräna
Zebramuräna (Gymnomuraena zebra) är en fiskart som först beskrevs av Shaw, 1797.  Zebramuräna ingår i släktet Gymnomuraena och familjen Muraenidae. Inga underarter finns listade i Catalogue of Life.
Arten förekommer i Indiska oceanen, kring Sydostasien och i Stilla havet i tropiska och subtropiska områden nära havet. Den når ett djup av 50 meter. Individerna hittas över sandig och klippig botten. Zebramuräna äter krabbor, andra kräftdjur och blötdjur.
Flera exemplar fångas och säljs som akvariedjur. Hela populationen anses vara stor. IUCN listar arten som livskraftig (LC).

## Bildgalleri

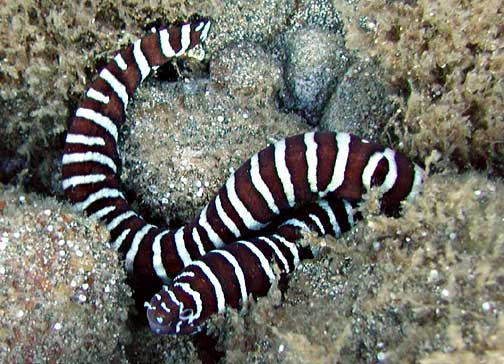
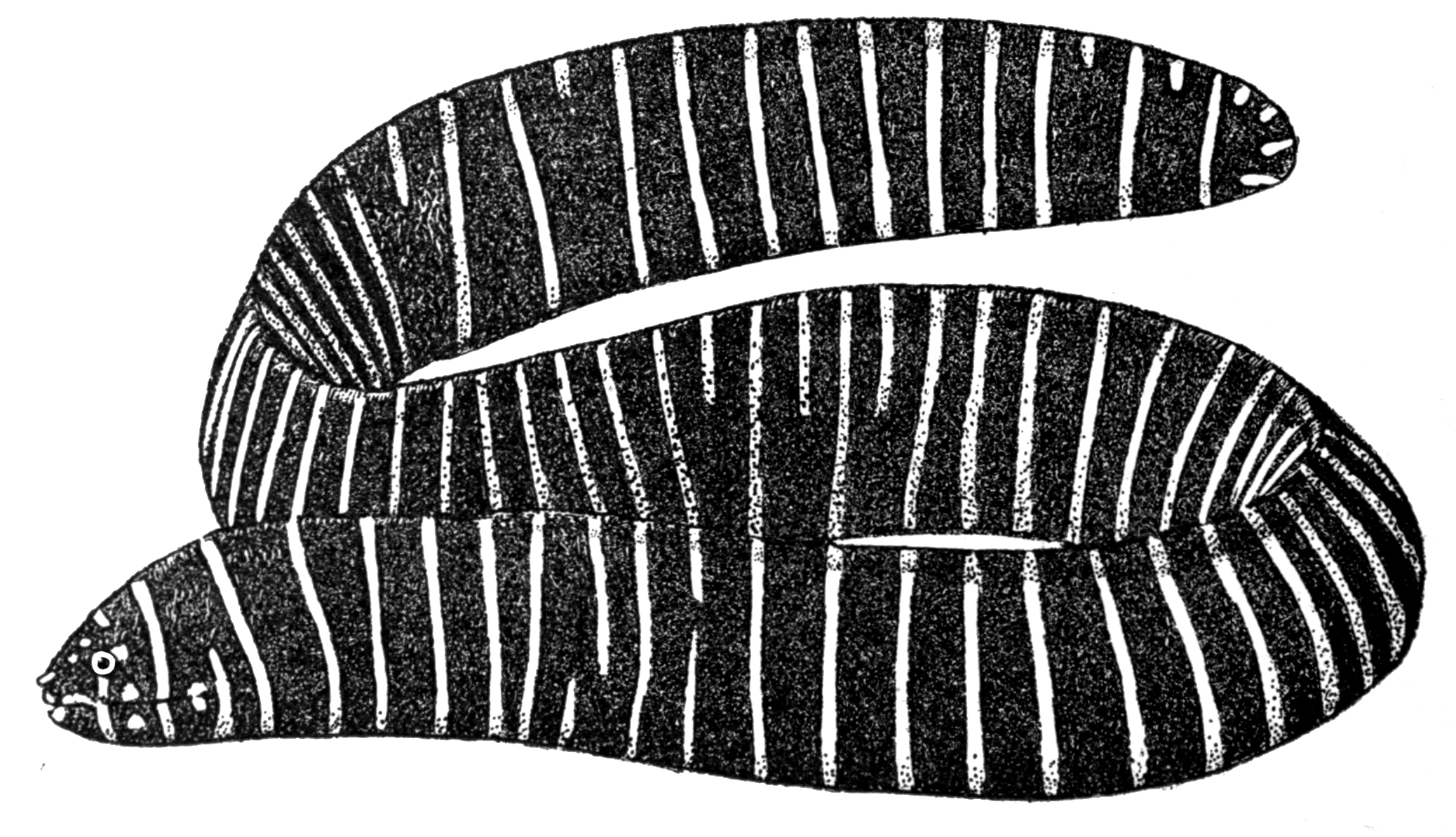
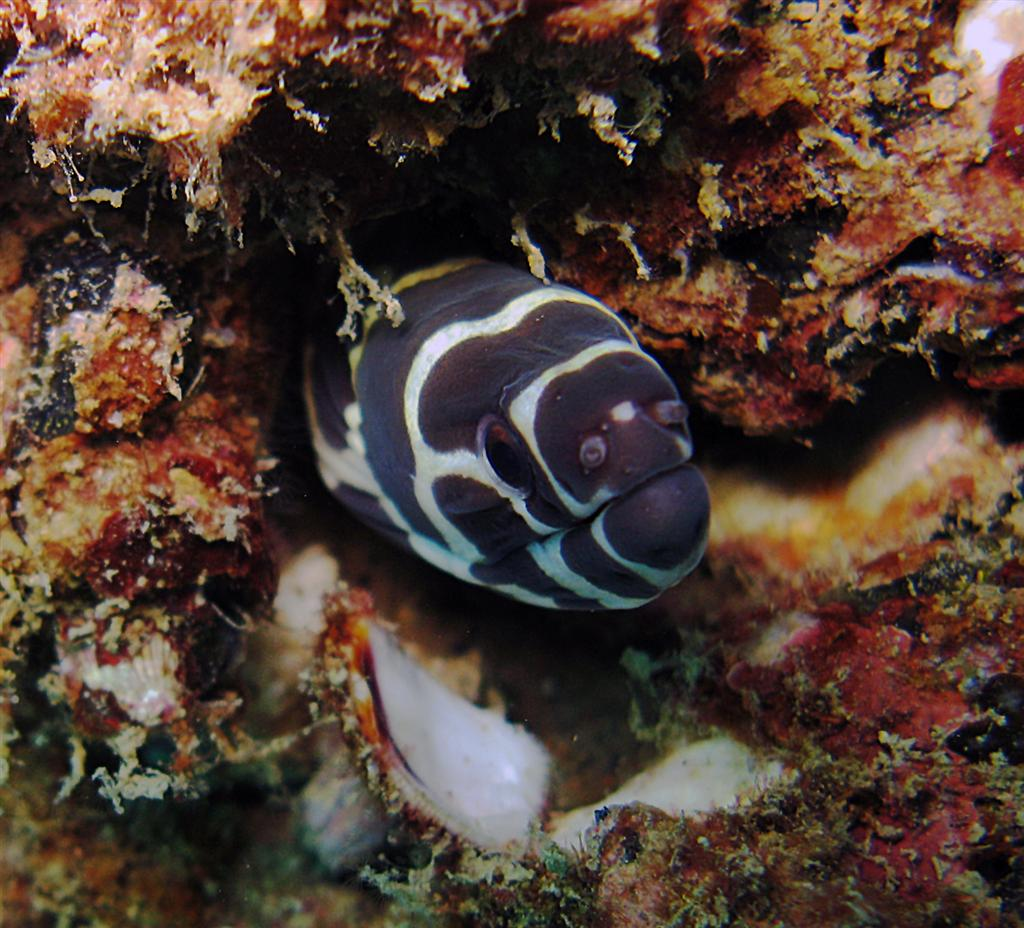